# 米屋の手作りおにぎり多司

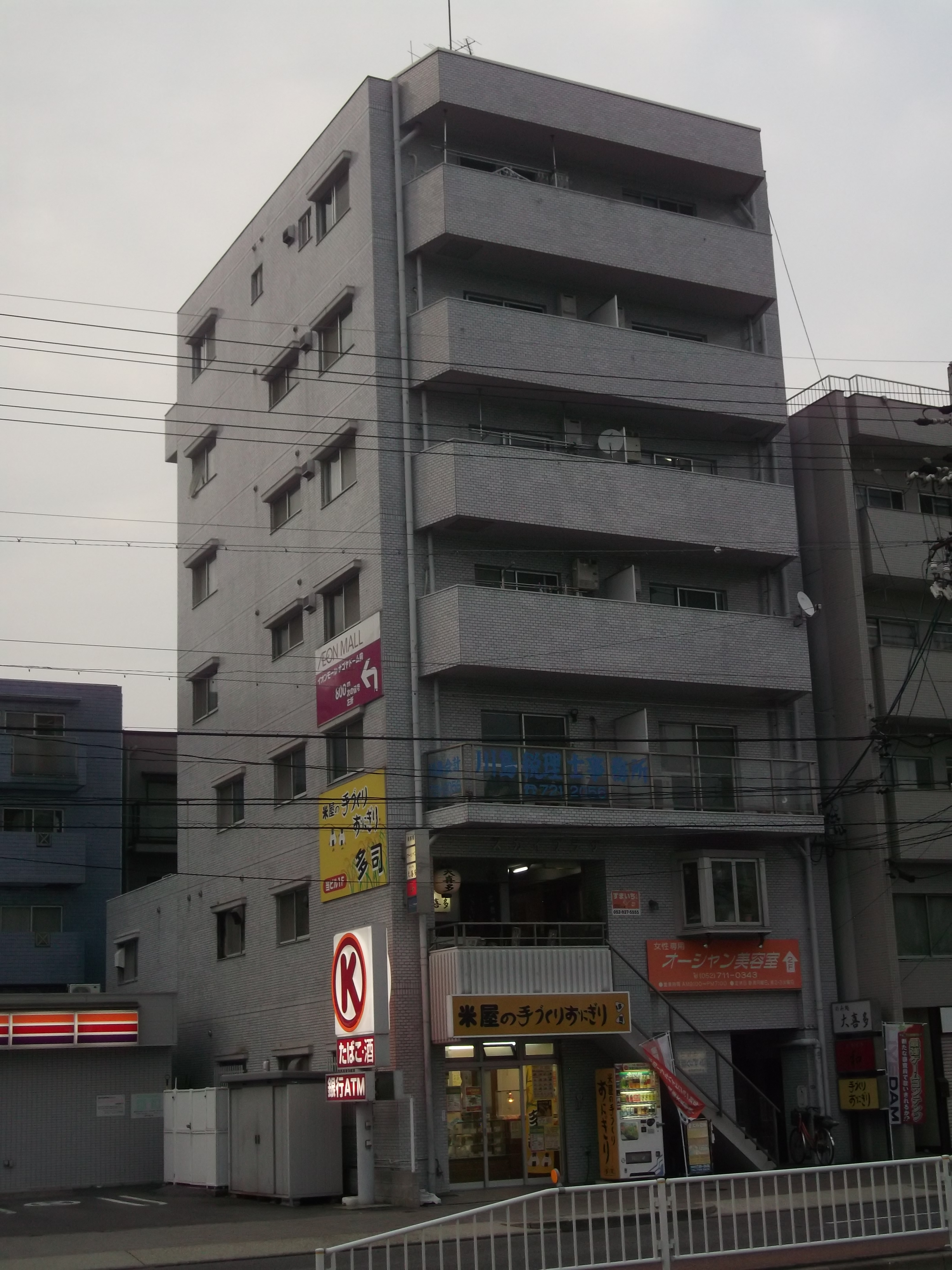
1号店（本店）が入居するビル（2014年5月）

米屋の手作りおにぎり多司（こめやのてづくりおにぎりたし）は、株式会社名古屋食糧が愛知県名古屋市に15店舗を展開するおにぎり屋である。以前は名古屋市外（春日井市）や関東方面の出店もあった（東京3店舗・埼玉1店舗）。

## 概要
黄色い看板が目印の持ち帰り専門店。おにぎりはコンビニエンスストアのおにぎり約1.5個分の大きさで、値段は100円～200円程度。店ごとに中に入っている具の味付け加減や量が違う。
本項では2015年（平成27年）3月末までの運営会社だったエイティエイトジャパン株式会社（旧株式会社多司→有限会社多司）についても記述する。

## 沿革
- 1996年（平成8年）5月 - 株式会社三長に多司事業部が設立され、「米屋の手づくりおにぎり多司」1号店として愛知県名古屋市東区出来町において本店が開店する[1]。
- 1998年（平成10年）10月 - 有限会社多司が設立される[1]。
- 2000年（平成12年）11月 - 株式会社多司に改組される[1]。
- 2002年（平成14年）
  - 6月 - 有限会社イー・エム・ケーが設立される[1]。
  - 11月 - 有限会社イー・エム・ケーにより手づくり惣菜事業が開始される[1]。
- 2009年（平成21年）6月 - フランチャイズにより、FC浅草橋店が開店する[1]。
- 2011年（平成23年）10月 - 共和食品グループに入る[1]。
- 2013年（平成25年）4月 - 株式会社多司とエイティエイトジャパン株式会社が合併し、エイティエイトジャパン株式会社 多司事業部に改組される[1]。
- 2015年（平成27年）4月 -  共和食品グループ再編により、株式会社名古屋食糧 食品事業本部 多司事業部に改組される[1]。

## 関連会社
- 共和食品工業株式会社
- 株式会社名古屋食糧
- 株式会社米常